# Bolbitis fengiana
Bolbitis fengiana är en träjonväxtart som först beskrevs av Ren-Chang Ching, och fick sitt nu gällande namn av S. Y. Dong. Bolbitis fengiana ingår i släktet Bolbitis och familjen Dryopteridaceae. Inga underarter finns listade.